# Gare de Bushi
La gare de Bushi (仏子駅, Bushi-eki) est une gare ferroviaire de la ville d'Iruma, dans la préfecture de Saitama au Japon. Elle est exploitée par la compagnie Seibu.

## Situation ferroviaire
La gare de Bushi est située au point kilométrique (PK) 39,7 de la ligne Seibu Ikebukuro.

## Historique
La gare a été inaugurée le 15 avril 1915.

## Service des voyageurs

### Accueil
La gare dispose d'un bâtiment voyageurs, avec guichet, ouvert tous les jours.

### Desserte
- Ligne Seibu Ikebukuro :
  - voie 1 : direction Tokorozawa, Nerima (interconnexion avec la ligne Seibu Yūrakuchō pour Kotake-Mukaihara, Shibuya ou Shin-Kiba) et Ikebukuro
  - voie 2 : direction Hannō et Seibu-Chichibu